# جيف كامبريدغ
جيف كامبريدغ هو لاعب كرة قدم كندي، ولد في 22 نوفمبر 1966 في لندن في كندا. شارك مع منتخب كندا تحت 20 سنة لكرة القدم ومنتخب كندا لكرة القدم. أما مع النوادي، فقد لعب مع Winnipeg Fury ‏.